# Schwörer-Haus

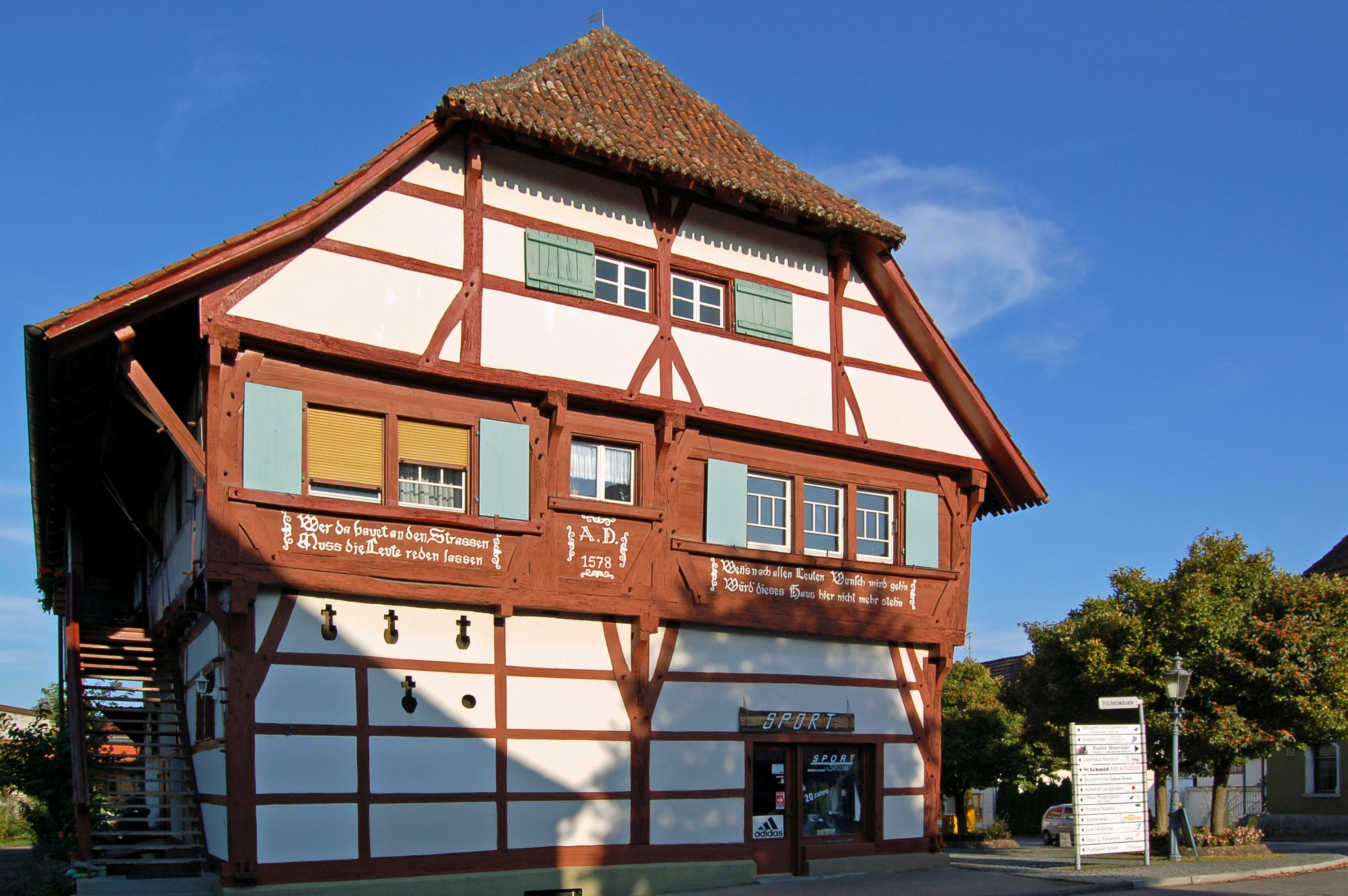
Schwörer-Haus in Immenstaad

Das Schwörer-Haus in Immenstaad am Bodensee, einer Gemeinde am Bodenseeufer im Bodenseekreis in Baden-Württemberg, wurde 1578 errichtet. Das Fachwerkhaus ist seit 1909 ein geschütztes Baudenkmal.
Das dreigeschossige Gebäude erhebt sich auf einem Keller von 1525. Bemerkenswert sind die Verblattungen des Sichtfachwerks, ebenso die Inschriften über dem Erdgeschoss.
Das Schwörer-Haus war im Mai 2015 Denkmal des Monats.